# 大いなる西部
『大いなる西部』（おおいなるせいぶ、原題: The Big Country）は、1958年のアメリカ合衆国の西部劇映画。
監督はウィリアム・ワイラー、出演はグレゴリー・ペックとチャールトン・ヘストンなど。
原作はドナルド・ハミルトンの小説『The Big Country』。
バール・アイヴスがアカデミー助演男優賞とゴールデングローブ賞 助演男優賞を受賞している。

## ストーリー
舞台は、アメリカ合衆国。1870年代のテキサス州サンラファエルに、東部から1人の紳士ジェームズ・マッケイが、やってきた。地元の有力者テリル少佐の1人娘パットと結婚するためだ。出迎えた牧童頭のスティーヴ・リーチは、彼に何となく敵意を示した。スティーヴは、主人の娘に惚れていたのだった。途中まで婚約者を迎えたパットはスティーヴを先に帰し、ジェームズと父の牧場に向かった。
途中、酒に酔ったヘネシー家の息子パックたちに喧嘩を仕掛けられたが、ジェームズは彼らを相手にしなかった。パットの父テリル少佐は、大地主ルーファス・ヘネシーと、勢力を二分し合っていた。2人が、共に目をつけている水源のある土地ビッグ・マディを、町の学校教師でもあるパットの親友ジュリー・マラゴンが所有していた。彼女は一方が水源を独占すれば必ず争いが起こると考えて、どちらにも土地を売ろうとしなかった。
少佐は娘の婚約者への乱暴に対して、ヘネシーの集落を襲い復讐した。そんな少佐の行為にジェームズは、相いれないものを感じた。彼は争いの元になっている土地ビッグ・マディを見聞し、女主人ジュリーにも会った。そして、中立の立場で誰にでも水を与え、自分でこの地に牧場を経営したいと申し出た。ジュリーはこの説得に応じ、二人は売買契約をかわすに至った。
一方、血気にはやるパットと少佐には、慎重なジェームズの態度が不満だった。水源地ビッグ・マディを手に入れるため、少佐に対抗するため、ヘネシーはジュリーを監禁する暴挙に出た。ジェームズはメキシコ人牧童の案内で、ヘネシーの元に単身のりこみ、水源は自由にすると明言してジュリーを助け出そうとした。ヘネシーの息子バックは、ジュリーに対する横恋慕からジェームズと決闘したが、卑怯な振舞いから父親に射殺された。
少佐とスティーヴの一隊が、のりこんできて乱戦が始まった。そして、1対1で対決した少佐とヘネシーは、相撃ちで共に死んだ。
憎悪による対立と暴力の時代は終わった。ジェームズは、ジュリーの腕をとって、新しい我が家ビッグ・マディに、馬を進めるのであった。

## キャスト
- ジェームズ（ジム）・マッケイ: グレゴリー・ペック
- ジュリー・マラゴン: ジーン・シモンズ - 学校教師。
- パトリシア（パット）・テリル: キャロル・ベイカー - ジムの婚約者。
- スティーヴ・リーチ: チャールトン・ヘストン - 牧童頭。
- ルーファス・ヘネシー: バール・アイヴス - 大地主。
- ヘンリー・テリル少佐: チャールズ・ビックフォード - パットの父。大地主。ヘネシー家と対立。
- ラモン・グティエレス: アルフォンソ・ベドヤ（英語版）
- バック・ヘネシー: チャック・コナーズ - ルーファスの息子。
- レイフ・ヘネシー: チャック・ヘイワード（英語版） - ルーファスの息子。
- マンディ: ドロシー・アダムズ（英語版） - ヘナシー家の女性。
- ブラッキー/クラッカー・ヘネシー: ジム・バーク

### 日本語吹替
| 役名                            | 俳優                       | 日本語吹替    | 日本語吹替                 |
| 役名                            | 俳優                       | NETテレビ旧版 | NETテレビ新版              |
| ------------------------------- | -------------------------- | ------------- | -------------------------- |
| ジェームズ（ジム）・マッケイ    | グレゴリー・ペック         | 城達也        | 城達也                     |
| ジュリー・マラゴン              | ジーン・シモンズ           | 武藤礼子      | 武藤礼子                   |
| パトリシア（パット）・テリル    | キャロル・ベイカー         | 鈴木弘子      | 鈴木弘子                   |
| スティーヴ・リーチ              | チャールトン・ヘストン     | 納谷悟朗      | 納谷悟朗                   |
| ルーファス・ヘネシー            | バール・アイヴス           | 金井大        | 早野寿郎                   |
| ヘンリー・テリル少佐            | チャールズ・ビックフォード | 佐野浅夫      | 高塔正康                   |
| ラモン・グティエレス            | アルフォンソ・ベドヤ       | 人見明        | 神山卓三                   |
| バック・ヘネシー                | チャック・コナーズ         | 大塚周夫      | 大塚周夫                   |
| レイフ・ヘネシー                | チャック・ヘイワード       |               | 若本紀昭                   |
| マンディ                        | ドロシー・アダムズ         |               | 浅井淑子                   |
| ブラッキー/クラッカー・ヘネシー | ジム・バーク               |               | 増岡弘                     |
| 役不明又はその他                | -                          |               | 中川まり子 緑川稔 玄田哲章 |
| ナレーション                    | -                          |               | 矢島正明                   |

- NETテレビ旧版：1973年4月22日・29日『日曜洋画劇場』21:00-22:56（ノーカット）
- NETテレビ新版：1976年4月10日・17日『土曜映画劇場』21:00-22:24（約134分）

※2015年10月7日発売の『吹替の名盤』シリーズ ＜テレビ吹替音声収録＞HDリマスター版DVDには、NETテレビ新版が収録。

## スタッフ
- 監督：ウィリアム・ワイラー
- 製作：ウィリアム・ワイラー、グレゴリー・ペック
- 原作：ドナルド・ハミルトン
- 脚本：ジェームズ・R・ウェッブ（英語版）、サイ・バートレット（英語版）、ロバート・ワイルダー（英語版）
- 脚色：ジェサミン・ウェスト、ロバート・ワイラー
- 撮影：フランツ・F・プラナー（英語版）
- 音楽：ジェローム・モロス
- タイトルデザイン：ソウル・バス

### 日本語版
- 日本語字幕：岡田壯平

|                | NETテレビ旧版 | NETテレビ新版                            |
| -------------- | ------------- | ---------------------------------------- |
| 演出           | 小林守夫      | 佐藤敏夫                                 |
| 翻訳           | 木原たけし    | 木原たけし                               |
| 効果           |               | TFCグループ                              |
| 調整           |               | 前田仁信                                 |
| 配給           |               | ユナイテッド・アーティスツ・テレビジョン |
| プロデューサー |               | 植木明                                   |
| 制作           | 東北新社      | 東北新社                                 |
| 解説           | 淀川長治      | 児玉清                                   |

## 備考
本作でアカデミー作曲賞（ドラマ・コメディ映画音楽賞）にノミネートされたジェローム・モロスによるテーマ曲が有名。CMやテレビ番組のテーマ曲などにも使われた。
- RNCニューススポット（1970年代）
- キリンビバレッジ「生茶」CM（2005年）
- 午後のロードショー（2010年7月～2011年4月）
- 関西テレビ「ドリーム競馬」G1競走オープニング